# Valjenato
Valjenato je muzički pravac poreklom sa Karipskog dela Kolumbije (Južna Amerika). Ovaj pravac je pod značajnim evropskim uticajem nakon migracija XIX kako nemačkog, tako i španskog, dok su sa druge strane Afrokolumbijski robovi uveli novi instrument kaha valjenata (šp.caja vallenata) koji je specifičan za ovaj muzički pravac. Iako poreklom iz Kolumbije, valjenato je stekao popularnost i u susednim zemljama Latinske Amerike poput Ekvadora, Venecuele, Paname, Perua, pa čak i onim malo udaljenijim poput Meksika, Čilea i Paragvaja. Instrumenti koji odlikuju valjenato su kaha valjenata, posebna vrsta perkusije specijalizvana za ovaj pravac, gvaćaraka (šp. guacharaca) i harmonika. Danas nije retkost da se uz ove instrumente koriste i drugi poput gitare, električnog basa, ostalih vrsta perkusija i slično. Valjenato je 29. novembra 2013. godine proglašen nematerijalnim kulturnim nasleđem, a 2015. uvršten je na Uneskovu listu nematerijalnog kulturnog nasleđa čovečanstva.

## Etimologija i poreklo
Generalno, valjenato je pravac nastao u priobalnom, karipskom delu Kolumbije, (Caribe Colombiano) međutim, nije jasno utvrđeno poreklo samog naziva ovog muzičkog pravca, iako postoje razne teorije. Kako je vallenato nastao u gradu Valjedupar, (šp. Valledupar) a stanovnici tog grada su za sebe govorili: “Soy del Valle nato” i “Soy nato del Valle”, smatra se da je upravo tako nastala i sama reč valjenato. Nekada se reč “vallenato” koristila kao uvreda siromašnim stanovnicima koji su živeli pored reke. Na početku, ovu vrstu muzike je praktikovao manji broj siromašnih seljaka Kosta Atlantike (Costa Atlantica) dok su bogatiji ljudi iz grada odbijali valjenato smatrajući ga muzikom seljaka, crnaca, niže klase. Nakon toga, valjenato se proširio na više teritorija Kolumbije, dok se u poslednjem veku nije potpuno proširila na celu zemlju, pa zbog svoje popularnosti, i izvan nje. Danas je valjenato jedan od najpopularnijih muzičkih pravaca koju Kolumbijci s ponosom smatraju svojim nacionalim blagom. Valjenato su koristili seljaci kako bi opisali događaje, svoja osećanja, a ponekad i samo kao zabavu u slobodno vreme. Svojim dolaskom, Španci su preko crkve doneli i svoj uticaj, pa su tako horovi i vojska držali koncerte svoje “kulturne” muzike, kako su je nazivali, uz instrumente kao što su harfa, klavir, gitara. Uticaj crnaca se jasno vidi u korisćenju perkusija, bubnjeva, doboša, konga i sl. Ono što je karakterisalo Afrokolumbijce kada je u pitanju valjenato, jeste improvizacija. Nakon što je valjenato dostigao svoju popularnost i proširio se na ostale delove zemlje i regiona, ljudi su ubacivali nove instrumente i novi prizvuk, što je dovelo do komercijalizacije ove muzike. Ono što je takođe dovelo do uspona ove muzike jesu brojni festivali posvećeni upravo njoj, kada se sakuplja veliki broj umetnika i poštovalaca kako bi u njoj uživali i podržali je. Najznačajniji festival ovog tipa je Festival de la Leyenda Vallenata koji se održava još od 1968.godine.

## Karakteristike i instrumenti
Valjenato spada u nacionalnu folklorsku muziku i jedan je od najpopularnijih muzičkih pravaca koji je dostigao veliku popularnost na nacionalnom i internacionalnom nivou. Ono što karakteriše valjenato jeste činjenica da nije potrebno dodavanje drugih instrumenata kako bi se stvorio taj poznati valjenato prizvuk. Dovoljni su perkusija, kaha valjenata (šp. caja vallenata) i gvaćaraka (šp. guacharaca) koje čine ritam i diatonijska harmonika (šp. acordeón diatónico) kako bi se stvorila ova vrlo prepoznatljiva melodija. Iako nije potrebno dodavanje drugih instrumenata, u praksi nije retkost ubacivanje i drugih instrumenata poput gitare, flaute, elekričnog basa, doboša, usne harmonike i drugih vrsta perkusije. Valjenato se prepoznaje po svom „tropskom” ritmu veselih nota, zbog čega je jedan od najzastupljenijih muzičkih žanrova koji se slušaju na proslavama.

### Stilovi
- Tradicionalni valjenato (šp. Vallenato tradicional); folklorskog karaktera, uz bazične instrumente, bez puno improvizacije. Posebno se predstavlja na festivalima poput Leyenda Vallenata i El Festival del Rio Grande de la Magdalena. Kombinuje ritmove kao što su la puja, el paseo i el merenge. Uglavnom peva o svakodnevnim životnim okolnostima, ljubavi prema zemlji, ljubavi.
- Komercijalni valjenato (šp. Vallenato comercial) razvio se krajem sedemdesetih, a svoju popularnost doživeo osamdesetih godina. Dominira ritam el paseo.
- Romantični valjenato (šp. Vallenato Romántico) fokusiran uglavnom na ritmove kao što je balada. Dominira ritam paseo, iako se mogu čuti i drugi ritmovi. Romantični valjenato pridaje posebnu pažnju tekstu koji uglavom govori o ljubavi, patnji za voljenom osobom i slično. Ovo je jedan od najslušanijih podžanrova u Kolumbiji, ali i u zemlja poput Meksika, Venecuele, Paname, Ekvadora.
- Valjenato Nueva Ola (šp. Vallenato Nueva Ola) ovaj podžanr je započeo sin poznatog kantautora valjenata Migela Moralesa (šp. Miguel Morales) - Kalet Morales. Poznat najviše zbog svog veselog prizvuka, punog ritma, s toga ovde dominiraju perkusije kao glavni instrument.

### Poznati muzičari
Najpoznatiji muzičari valjenata su: Diomedes Dias (šp. Diomedes Díaz), Silvestre Dangond (šp. Silvestre Dangond), Рафаел Оросцо Маестер (šp. Rafael Orozco Maestre), Horhe Kaledon (šp. Jorge Caledón) i Karlos Vives (šp.Carlos Vives), koji je popularizovao valjenato-pop stil.
- Karlos Vives (Carlos Vives)
- Kaha valjenata (Caja vallenata)
- Silvestre Dangond
- Diomedes Diaz (Diomedes Diaz)